# فیرمن فلمان
فیرمن فلمان (فرانسوی: Firmin Flamand‎) کماندار اهل بلژیک است. از افتخارات وی میتوان به کسب مدال طلا در بازی‌های المپیک تابستانی ۱۹۲۰ اشاره کرد.